# Comté de Trempealeau
Le comté de Trempealeau est un comté situé dans l’État du Wisconsin aux États-Unis. Il porte le nom de la rivière Trempealeau. Son chef-lieu est Whitehall et sa plus grande ville Arcadia.

## Toponymie
À l'automne de 1685, l'explorateur français Nicolas Perrot et ses compagnons arrivèrent à la montagne Trempealeau par canoës. Les Winnebagos appelaient cette montagne Hay-nee-ah-cheh, ou la montagne trempée dans l'eau du lac Pépin et du fleuve Mississippi. C'est alors que les Français appelèrent l'endroit la montagne qui trempe à l'eau (Trempealeau).

## Historique
Le territoire occidental de la Nouvelle-France fut parcouru dès le XVIIe siècle par les explorateurs français. En 1685, Nicolas Perrot édifia plusieurs postes de traite fortifiés, près du lac Pépin et du fleuve Mississippi : le fort Perrot et le fort Saint-Antoine. En 1731, René Godefroy édifia, près de l'ancien poste de traite de Nicolas Perrot, un nouveau poste fortifié, le fort Trempealeau.

## Démographie

Pyramide des âges du comté de Trempealeau.